# والتر جیمز، بارون ۴ام نورثبورن
والتر جیمز، بارون ۴ام نورثبورن (انگلیسی: Walter James, 4th Baron Northbourne؛ ۱۸ ژانویه ۱۸۹۶ – ۱۷ ژوئن ۱۹۸۲) قایقران روئینگ، کشاورز و نویسنده اهل انگلستان بود.
وی در مسابقات کشوری و بین‌المللی در مجموع برندهٔ ۱ مدال نقره شده‌است.